# Boris Gurevich
Boris Mikhailovich Gurevich, né le 23 février 1937 à Kiev en Ukraine et mort le 11 novembre 2020 à Deerfield (Illinois), est un lutteur concourant pour l'URSS.
Il a remporté un titre olympique (1968), deux championnats du monde (1967, 1969), deux championnats d'Europe d'Europe (1967, 1970) et six championnats d'URSS (1957, 1958, 1961, 1965, 1966, 1967).

## Biographie
Boris Gurevich naît à Kiev dans une famille juive. Il commence la lutte en 1953. Il est formé sous la direction de Vasily Rybalko et Armenak Yaltyryan. A l'âge de vingt ans, il remporte le championnat de la RSS d'Ukraine avant de s'imposer au championnat d'URSS.
Il enchaîne les victoires jusqu'au titre le plus important de sa carrière, qu'il obtient en lutte libre aux Jeux olympiques d'été de 1968 à Mexico, dans la catégorie des poids moyens.

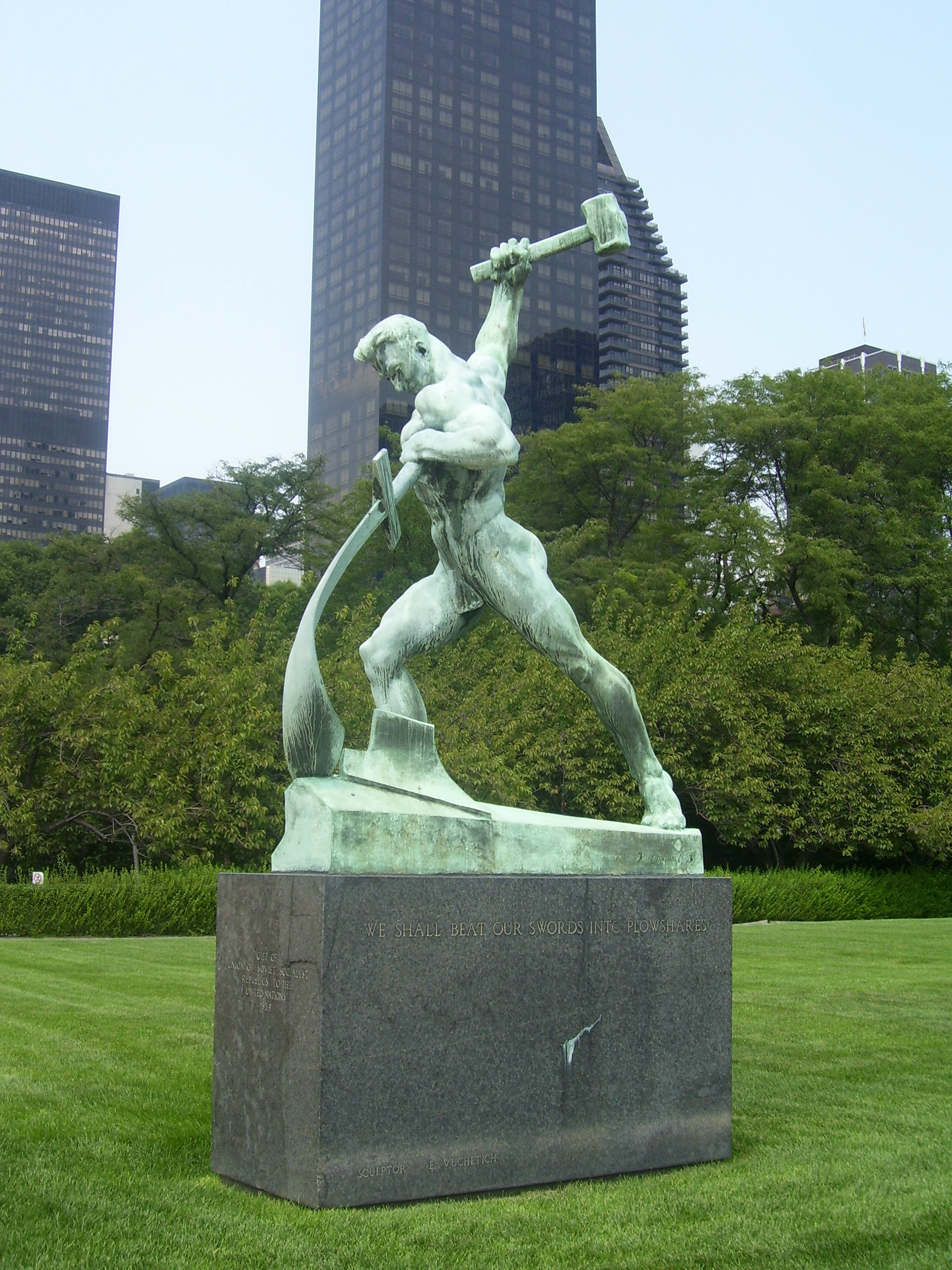
Sculpture "Faisons des épées des socs de charrue"

Selon les experts, Boris Gurevich se caractérisait par la précision des mouvements, la maîtrise technique, la force et la rapidité, autant de qualités qui en faisaient un combattant redoutable .
Boris Gurevich a servi de modèle au sculpteur soviétique Yevgeny Vuchetich pour l'oeuvre intitulée : " Faisons des épées des socs de charrue", installée devant le siège de l'ONU à New-York, en 1957 .
Ayant émigré aux États-Unis, il s'est installé à Chicago.
Il a été intronisé au temple de la renommée des sportifs internationaux juifs, en 1982.